# Тиберий Юлий Абдес Пантера
Тиберий Юлий Абдес Пантера (лат. Tiberius Iulius Abdes Pantera; ок. 22 до н. э. — 40) — древнеримский солдат, чья могила была обнаружена в германском Бингербрюке в 1859 году.
Джеймсом Табором была выдвинута гипотеза об исторической связи этого солдата с Иисусом из Назарета — на основе сообщения древнегреческого философа Цельса, который писал, что Иисус был рождён в результате связи между его матерью Марией и солдатом. Он писал, что она «была осуждена за прелюбодеяние и имела ребёнка от солдата по имени Пантера». Тиберий Пантера мог служить в Иудее на момент зачатия Иисуса. Гипотеза считается крайне маловероятной ведущими учёными, учитывая тот факт, что нет никаких доказательств в её поддержку. Исторически в имени «Пантера» нет ничего необычного, и оно было распространено среди римских солдат.